# Katie Schofield
Pour les articles homonymes, voir Schofield.
Katie Schofield, née le 25 mars 1984 est une coureuse cycliste néo-zélandaise, spécialiste des épreuves de vitesse sur piste.

## Palmarès sur piste[1]

### Championnats du monde
- 2012
  - 10e de la vitesse par équipes
  - 14e du 500 mètres
- 2015
  - 9e de la vitesse par équipes
  - 12e du 500 mètres

### Championnats d'Oceanie
- 2011
  -  Championne d'Océanie de vitesse par équipes
  -  Médaillée de bronze du 500 mètres
- 2012
  -  Championne d'Océanie de vitesse par équipes
  -  Médaillée d'argent du 500 mètres
- 2013
  -  Médaillée d'argent du 500 mètres
  -  Médaillée d'argent de la vitesse par équipes
- 2014
  -  Championne d'Océanie du 500 mètres
  -  Médaillée d'argent de la vitesse par équipes
- 2015
  -  Médaillée d'argent de la vitesse par équipes
  -  Médaillée de bronze du 500 mètres

### Championnats de Nouvelle-Zélande
- 2008
  - 3e du 500 mètres
- 2012
  - 2e du 500 mètres
  - 3e de la vitesse
- 2013
  -  Championne de Nouvelle-Zélande du 500 mètres
  - 3e de la vitesse
- 2014
  -  Championne de Nouvelle-Zélande du 500 mètres
  - 2e du keirin
  - 3e de la vitesse
- 2015
  - 2e du 500 mètres
  - 3e de la vitesse
- 2016
  - 2e du 500 mètres
  - 2e du keirin